# 1re étape du Tour de France 2021
Pour un article plus général, voir Tour de France 2021.
La 1re étape du Tour de France 2021 se déroule le samedi 26 juin 2021 entre Brest et Landerneau, sur une distance de 197,8 kilomètres.

## Parcours
La première étape de cette 108e édition du Tour de France s'élance de Brest pour une arrivée située au sommet de la côte de la Fosse aux Loups à Landerneau, ville de naissance d'Édouard Leclerc (fondateur de E.Leclerc, sponsor du classement du meilleur grimpeur).
Le parcours de cette première étape prend place exclusivement dans le département du Finistère. Bien que les deux villes-étapes ne soit éloignées que de vingt kilomètres, le tracé traverse plusieurs hautes localités de Cornouaille comme Locronan, Quimper et Châteaulin. Les cinquante derniers kilomètres s'effectuent à travers le Parc naturel régional d'Armorique dans les zones ventées des monts d'Arrée avant de rejoindre l'arrivée tracée sur les hauteurs de Landerneau, ascension de trois kilomètres de long comprenant des passages jusqu'à 14 % de pente. Le tout premier maillot jaune de cette nouvelle édition est propice aux puncheurs.
Ce sont six ascensions qui sont jonchés tout le long du parcours : côte de Trébéolin (900 m à 5,1 %), côte de Rosnoën (3 km à 4 %), côte de Locronan (900 m à 9,3 %), côte de Stang Ar Garront (2 km à 3,4 %), côte de Saint-Rivoal (2,5 km à 3,9 %) et la côte de la Fosse aux Loups (3 km à 5,7 %), en haut duquel l'arrivée est située. Le sprint intermédiaire est tracé à Brasparts, au kilomètre 135.

## Déroulement de la course
Alors que l'échappée ne parvient pas à se former, le Belge Victor Campenaerts (Qhubeka NextHash), détenteur du record de l'heure, passe premier au sommet de la côte de Trébéolin (900 m à 5,1 %) et engrange ainsi le premier point comptant au classement de la montagne de cette 108e édition du Tour de France. Au kilomètre 20, une échappée de six coureurs se constitue, avec le Britannique Connor Swift (Arkéa-Samsic), l'Espagnol Cristian Rodríguez (TotalEnergies), les Français Anthony Perez (Cofidis) et Franck Bonnamour (B&B Hotels p/b KTM) et les Néerlandais Ide Schelling (Bora-Hansgrohe) et Danny van Poppel (Intermarché-Wanty-Gobert Matériaux).

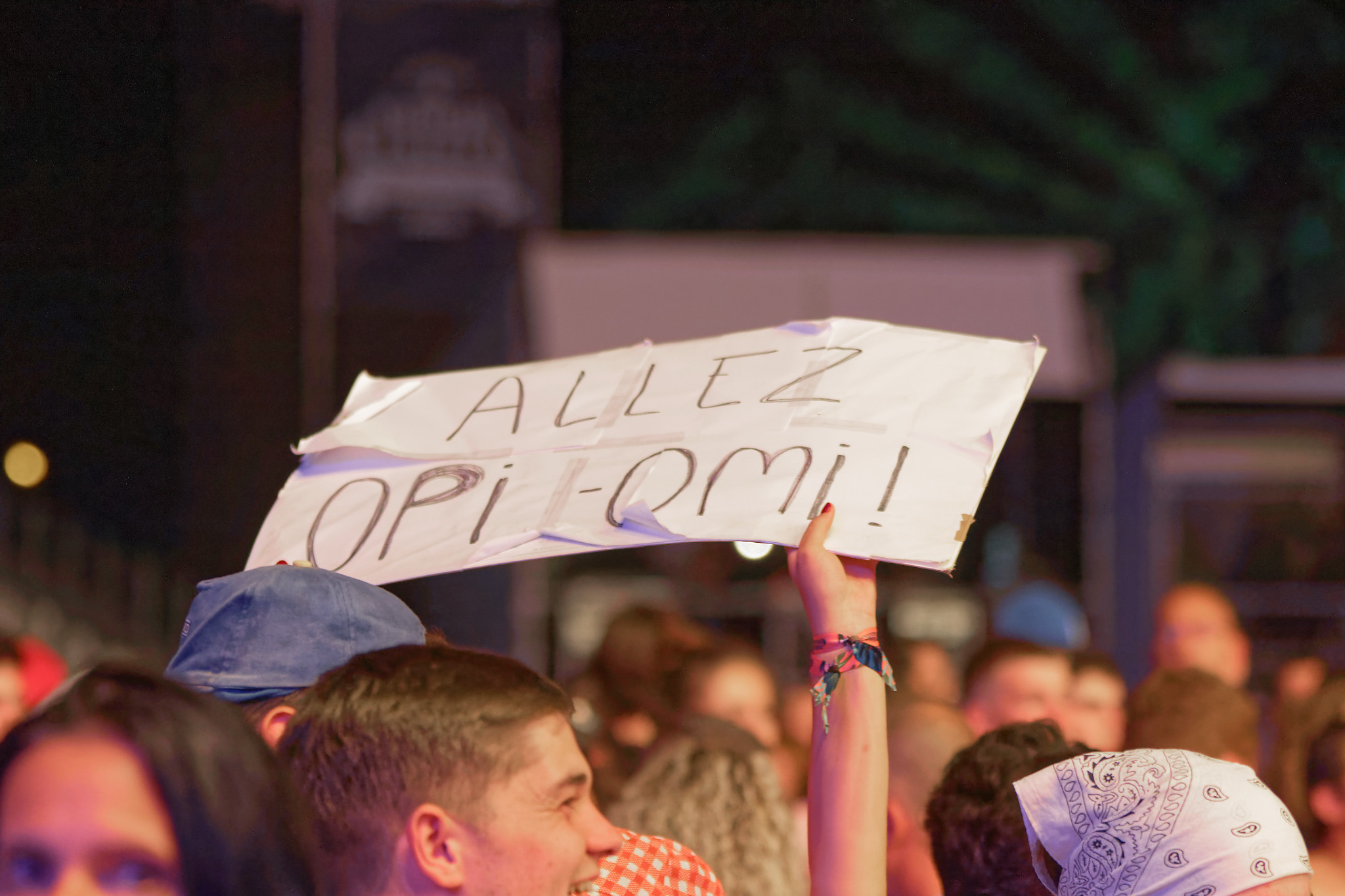
Clin d’œil d'une festivalière aux Vieilles Charrues 2021 brandissant un pancarte "OPI-OMI" en référence à l'accident causé par une spectatrice.

Au kilomètre 28, Danny van Poppel passe au sommet de la côte de Rosnoën (3 km à 4 %). Au sommet de la côte de Locronan (900 m à 9,3 %), c'est Anthony Perez qui rafle les points pour le maillot blanc à pois rouges. Au passage dans Quimper, la deuxième ville la plus peuplée de Bretagne, l'échappée compte deux minutes d'avance sur le peloton. Sur les hauteurs de Châteaulin, Ide Schelling passe en tête au sommet de la côte de Stang Ar Garront (2 km à 3,4 %). Le Néerlandais poursuit son effort à l'avant, tandis que le reste de l'échappée est repris à 70 kilomètres de l'arrivée. Au sprint intermédiaire de Brasparts, Ide Schelling passe en tête avec une minute et quarante secondes d'avance sur le peloton. Derrière, les sprinteurs se disputent les points restants, l'Australien Caleb Ewan (Lotto-Soudal) passe devant le Slovaque Peter Sagan (Bora-Hansgrohe). Schelling continue son périple solitaire, passant au sommet de la côte de Saint-Rivoal (2,5 km à 3,9 %), avec une minute et trente secondes d'avance sur le peloton, s'assurant le premier maillot à pois de ce Tour.
Au sommet de la côte de Saint-Rivoal, l'avant du peloton est victime d'une chute massive provoquée par une spectatrice brandissant une pancarte : Allez Opi-Omi ! (Opi-Omi signifie Papy Mamie en allemand). Tous les coureurs se retrouvent arrêtés, tandis qu'Ide Schelling poursuit son aventure solitaire. Dans un chaos total, l'Allemand Jasha Sütterlin (Team DSM) abandonne et plusieurs petits groupes se créent ; dans un geste de fair-play, l'équipe belge Deceuninck-Quick Step, du champion du monde français Julian Alaphilippe, temporise devant afin que la quasi-totalité des coureurs se regroupent et reprennent la route dans de bonnes conditions. Responsable de cet accident de course, la spectatrice quittera les lieux avant de se rendre à la gendarmerie quatre jours après, pour son geste, elle sera condamnée à une amende de 1200€.
Ide Schelling est repris par le peloton à 28 kilomètres de l'arrivée. À l'abord de l'entrée dans Landerneau, une nouvelle chute a lieu et de nombreux coureurs sont affectés. Au pied de la côte de la Fosse aux Loups, c'est un groupe d'une quarantaine de coureurs qui se présente, toujours mené par la Deceuninck-Quick Step. À 2 300 mètres de l'arrivée, le champion du monde Julian Alaphilippe place une attaque foudroyante, tandis que Wout van Aert (Jumbo-Visma) mène le groupe. Le Français crée rapidement un écart suffisant pour venir s'imposer en solitaire sur les hauteurs de Landerneau. Derrière, les deux Slovènes Primož Roglič (Jumbo-Visma) et le tenant du titre Tadej Pogačar (UAE Emirates) parviennent également à s'extirper du groupe des favoris, mais c'est surtout le Français Pierre Latour (TotalEnergies) qui fait la plus belle impression, en étant un temps en mesure de revenir sur le champion du monde. Finalement, ces trois derniers s'écrasent sur la pente, alors que Julian Alaphilippe passe la ligne d'arrivée en tête avec huit secondes d'avance sur le groupe des favoris mené par l'Australien Michael Matthews (BikeExchange) et Primož Roglič.
Julian Alaphilippe ravit les maillots jaune et vert, Tadej Pogačar s'empare du maillot blanc et Ide Schelling du maillot blanc à pois rouges.

## Résultats

### Classement de l'étape
| Classement de la 1re étape | Classement de la 1re étape | Classement de la 1re étape | Classement de la 1re étape | Classement de la 1re étape |
|                            | Coureur                    | Pays                       | Équipe                     | Temps                      |
| -------------------------- | -------------------------- | -------------------------- | -------------------------- | -------------------------- |
| 1er                        | Julian Alaphilippe         | France                     | Deceuninck-Quick Step      | en 4 h 38 min 55 s         |
| 2e                         | Michael Matthews           | Australie                  | Team BikeExchange          | + 8 s                      |
| 3e                         | Primož Roglič              | Slovénie                   | Jumbo-Visma                | + 8 s                      |
| 4e                         | Jack Haig                  | Australie                  | Bahrain Victorious         | + 8 s                      |
| 5e                         | Wilco Kelderman            | Pays-Bas                   | Bora-Hansgrohe             | + 8 s                      |
| 6e                         | Tadej Pogačar              | Slovénie                   | UAE Team Emirates          | + 8 s                      |
| 7e                         | David Gaudu                | France                     | Groupama-FDJ               | + 8 s                      |
| 8e                         | Sergio Higuita             | Colombie                   | EF Education-Nippo         | + 8 s                      |
| 9e                         | Bauke Mollema              | Pays-Bas                   | Trek-Segafredo             | + 8 s                      |
| 10e                        | Geraint Thomas             | Royaume-Uni                | Ineos Grenadiers           | + 8 s                      |
| modifier                   |                            |                            |                            |                            |

### Points attribués
| Sprint intermédiaire Brasparts (km 135,1) | Sprint intermédiaire Brasparts (km 135,1) | Sprint intermédiaire Brasparts (km 135,1) | Sprint intermédiaire Brasparts (km 135,1) | Sprint intermédiaire Brasparts (km 135,1) |
| ----------------------------------------- | ----------------------------------------- | ----------------------------------------- | ----------------------------------------- | ----------------------------------------- |
|                                           | Coureur                                   | Pays                                      | Équipe                                    | Point(s)                                  |
| 1er                                       | Ide Schelling                             | Pays-Bas                                  | Bora-Hansgrohe                            | 20                                        |
| 2e                                        | Caleb Ewan                                | Australie                                 | Lotto-Soudal                              | 17                                        |
| 3e                                        | Peter Sagan                               | Slovaquie                                 | Bora-Hansgrohe                            | 15                                        |
| 4e                                        | Michael Matthews                          | Australie                                 | Team BikeExchange                         | 13                                        |
| 5e                                        | Bryan Coquard                             | France                                    | B&B Hotels p/b KTM                        | 11                                        |
| 6e                                        | Arnaud Démare                             | France                                    | Groupama-FDJ                              | 10                                        |
| 7e                                        | Nacer Bouhanni                            | France                                    | Arkéa-Samsic                              | 9                                         |
| 8e                                        | Sonny Colbrelli                           | Italie                                    | Bahrain Victorious                        | 8                                         |
| 9e                                        | Jasper De Buyst                           | Belgique                                  | Lotto-Soudal                              | 7                                         |
| 10e                                       | Mark Cavendish                            | Royaume-Uni                               | Deceuninck-Quick Step                     | 6                                         |
| 11e                                       | Luka Mezgec                               | Slovénie                                  | Team BikeExchange                         | 5                                         |
| 12e                                       | Daniel Oss                                | Italie                                    | Bora-Hansgrohe                            | 4                                         |
| 13e                                       | Tony Martin                               | Allemagne                                 | Jumbo-Visma                               | 3                                         |
| 14e                                       | Robert Gesink                             | Pays-Bas                                  | Jumbo-Visma                               | 2                                         |
| 15e                                       | Mads Pedersen                             | Danemark                                  | Trek-Segafredo                            | 1                                         |
| modifier                                  |                                           |                                           |                                           |                                           |

| Arrivée d'étape Landerneau - Côte de la Fosse aux Loups (km 197,8) | Arrivée d'étape Landerneau - Côte de la Fosse aux Loups (km 197,8) | Arrivée d'étape Landerneau - Côte de la Fosse aux Loups (km 197,8) | Arrivée d'étape Landerneau - Côte de la Fosse aux Loups (km 197,8) | Arrivée d'étape Landerneau - Côte de la Fosse aux Loups (km 197,8) |
| ------------------------------------------------------------------ | ------------------------------------------------------------------ | ------------------------------------------------------------------ | ------------------------------------------------------------------ | ------------------------------------------------------------------ |
|                                                                    | Coureur                                                            | Pays                                                               | Équipe                                                             | Point(s)                                                           |
| 1er                                                                | Julian Alaphilippe                                                 | France                                                             | Deceuninck-Quick Step                                              | 50                                                                 |
| 2e                                                                 | Michael Matthews                                                   | Australie                                                          | Team BikeExchange                                                  | 30                                                                 |
| 3e                                                                 | Primož Roglič                                                      | Slovénie                                                           | Jumbo-Visma                                                        | 20                                                                 |
| 4e                                                                 | Jack Haig                                                          | Australie                                                          | Bahrain Victorious                                                 | 18                                                                 |
| 5e                                                                 | Wilco Kelderman                                                    | Pays-Bas                                                           | Bora-Hansgrohe                                                     | 16                                                                 |
| 6e                                                                 | Tadej Pogačar                                                      | Slovénie                                                           | UAE Team Emirates                                                  | 14                                                                 |
| 7e                                                                 | David Gaudu                                                        | France                                                             | Groupama-FDJ                                                       | 12                                                                 |
| 8e                                                                 | Sergio Higuita                                                     | Colombie                                                           | EF Education-Nippo                                                 | 10                                                                 |
| 9e                                                                 | Bauke Mollema                                                      | Pays-Bas                                                           | Trek-Segafredo                                                     | 8                                                                  |
| 10e                                                                | Geraint Thomas                                                     | Royaume-Uni                                                        | Ineos Grenadiers                                                   | 7                                                                  |
| 11e                                                                | Esteban Chaves                                                     | Colombie                                                           | Team BikeExchange                                                  | 6                                                                  |
| 12e                                                                | Pello Bilbao                                                       | Espagne                                                            | Bahrain Victorious                                                 | 5                                                                  |
| 13e                                                                | Jonas Vingegaard                                                   | Danemark                                                           | Jumbo-Visma                                                        | 4                                                                  |
| 14e                                                                | Alexey Lutsenko                                                    | Kazakhstan                                                         | Astana-Premier Tech                                                | 3                                                                  |
| 15e                                                                | Enric Mas                                                          | Espagne                                                            | Movistar                                                           | 2                                                                  |
| modifier                                                           |                                                                    |                                                                    |                                                                    |                                                                    |

### Bonifications en temps
|   | Coureur            | Pays      | Équipe                | Secondes |
| - | ------------------ | --------- | --------------------- | -------- |
| 1 | Julian Alaphilippe | France    | Deceuninck-Quick Step | 10 s     |
| 2 | Michael Matthews   | Australie | Team BikeExchange     | 6 s      |
| 3 | Primož Roglič      | Slovénie  | Jumbo-Visma           | 4 s      |

### Cols et côtes
| Côte de Trébéolin (km 8,6) 4e catégorie (0,9 km à 5,1%) | Côte de Trébéolin (km 8,6) 4e catégorie (0,9 km à 5,1%) | Côte de Trébéolin (km 8,6) 4e catégorie (0,9 km à 5,1%) | Côte de Trébéolin (km 8,6) 4e catégorie (0,9 km à 5,1%) | Côte de Trébéolin (km 8,6) 4e catégorie (0,9 km à 5,1%) |
| ------------------------------------------------------- | ------------------------------------------------------- | ------------------------------------------------------- | ------------------------------------------------------- | ------------------------------------------------------- |
|                                                         | Coureur                                                 | Pays                                                    | Équipe                                                  | Point(s)                                                |
| 1er                                                     | Victor Campenaerts                                      | Belgique                                                | Qhubeka NextHash                                        | 1                                                       |
| modifier                                                |                                                         |                                                         |                                                         |                                                         |

| Côte de Rosnoën (km 27,2) 4e catégorie (3,0 km à 4,0%) | Côte de Rosnoën (km 27,2) 4e catégorie (3,0 km à 4,0%) | Côte de Rosnoën (km 27,2) 4e catégorie (3,0 km à 4,0%) | Côte de Rosnoën (km 27,2) 4e catégorie (3,0 km à 4,0%) | Côte de Rosnoën (km 27,2) 4e catégorie (3,0 km à 4,0%) |
| ------------------------------------------------------ | ------------------------------------------------------ | ------------------------------------------------------ | ------------------------------------------------------ | ------------------------------------------------------ |
|                                                        | Coureur                                                | Pays                                                   | Équipe                                                 | Point(s)                                               |
| 1er                                                    | Danny van Poppel                                       | Pays-Bas                                               | Intermarché-Wanty-Gobert Matériaux                     | 1                                                      |
| modifier                                               |                                                        |                                                        |                                                        |                                                        |

| Côte de Locronan (km 61,5) 3e catégorie (0,9 km à 9,3 %) | Côte de Locronan (km 61,5) 3e catégorie (0,9 km à 9,3 %) | Côte de Locronan (km 61,5) 3e catégorie (0,9 km à 9,3 %) | Côte de Locronan (km 61,5) 3e catégorie (0,9 km à 9,3 %) | Côte de Locronan (km 61,5) 3e catégorie (0,9 km à 9,3 %) |
| -------------------------------------------------------- | -------------------------------------------------------- | -------------------------------------------------------- | -------------------------------------------------------- | -------------------------------------------------------- |
|                                                          | Coureur                                                  | Pays                                                     | Équipe                                                   | Point(s)                                                 |
| 1er                                                      | Anthony Perez                                            | France                                                   | Cofidis                                                  | 2                                                        |
| 2e                                                       | Ide Schelling                                            | Pays-Bas                                                 | Bora-Hansgrohe                                           | 1                                                        |
| modifier                                                 |                                                          |                                                          |                                                          |                                                          |

| Côte de Stang Ar Garront (km 115) 4e catégorie (2,0 km à 3,4 %) | Côte de Stang Ar Garront (km 115) 4e catégorie (2,0 km à 3,4 %) | Côte de Stang Ar Garront (km 115) 4e catégorie (2,0 km à 3,4 %) | Côte de Stang Ar Garront (km 115) 4e catégorie (2,0 km à 3,4 %) | Côte de Stang Ar Garront (km 115) 4e catégorie (2,0 km à 3,4 %) |
| --------------------------------------------------------------- | --------------------------------------------------------------- | --------------------------------------------------------------- | --------------------------------------------------------------- | --------------------------------------------------------------- |
|                                                                 | Coureur                                                         | Pays                                                            | Équipe                                                          | Point(s)                                                        |
| 1er                                                             | Ide Schelling                                                   | Pays-Bas                                                        | Bora-Hansgrohe                                                  | 1                                                               |
| modifier                                                        |                                                                 |                                                                 |                                                                 |                                                                 |

| Côte de Saint-Rivoal (km 150,7) 4e catégorie (2,5 km à 3,9 %) | Côte de Saint-Rivoal (km 150,7) 4e catégorie (2,5 km à 3,9 %) | Côte de Saint-Rivoal (km 150,7) 4e catégorie (2,5 km à 3,9 %) | Côte de Saint-Rivoal (km 150,7) 4e catégorie (2,5 km à 3,9 %) | Côte de Saint-Rivoal (km 150,7) 4e catégorie (2,5 km à 3,9 %) |
| ------------------------------------------------------------- | ------------------------------------------------------------- | ------------------------------------------------------------- | ------------------------------------------------------------- | ------------------------------------------------------------- |
|                                                               | Coureur                                                       | Pays                                                          | Équipe                                                        | Point(s)                                                      |
| 1er                                                           | Ide Schelling                                                 | Pays-Bas                                                      | Bora-Hansgrohe                                                | 1                                                             |
| modifier                                                      |                                                               |                                                               |                                                               |                                                               |

| Landerneau - Côte de la Fosse aux Loups (km 197,8) 3e catégorie (3,0 km à 5,7 %) | Landerneau - Côte de la Fosse aux Loups (km 197,8) 3e catégorie (3,0 km à 5,7 %) | Landerneau - Côte de la Fosse aux Loups (km 197,8) 3e catégorie (3,0 km à 5,7 %) | Landerneau - Côte de la Fosse aux Loups (km 197,8) 3e catégorie (3,0 km à 5,7 %) | Landerneau - Côte de la Fosse aux Loups (km 197,8) 3e catégorie (3,0 km à 5,7 %) |
| -------------------------------------------------------------------------------- | -------------------------------------------------------------------------------- | -------------------------------------------------------------------------------- | -------------------------------------------------------------------------------- | -------------------------------------------------------------------------------- |
|                                                                                  | Coureur                                                                          | Pays                                                                             | Équipe                                                                           | Point(s)                                                                         |
| 1er                                                                              | Julian Alaphilippe                                                               | France                                                                           | Deceuninck-Quick Step                                                            | 2                                                                                |
| 2e                                                                               | Michael Matthews                                                                 | Australie                                                                        | Team BikeExchange                                                                | 1                                                                                |
| modifier                                                                         |                                                                                  |                                                                                  |                                                                                  |                                                                                  |

### Prix de la combativité
- Ide Schelling (Bora-Hansgrohe)

## Classements à l'issue de l'étape

### Classement général
| Classement général | Classement général | Classement général | Classement général    | Classement général |
|                    | Coureur            | Pays               | Équipe                | Temps              |
| ------------------ | ------------------ | ------------------ | --------------------- | ------------------ |
| 1er                | Julian Alaphilippe | France             | Deceuninck-Quick Step | en 4 h 38 min 55 s |
| 2e                 | Michael Matthews   | Australie          | Team BikeExchange     | + 12 s             |
| 3e                 | Primož Roglič      | Slovénie           | Jumbo-Visma           | + 14 s             |
| 4e                 | Jack Haig          | Australie          | Bahrain Victorious    | + 18 s             |
| 5e                 | Wilco Kelderman    | Pays-Bas           | Bora-Hansgrohe        | + 18 s             |
| 6e                 | Tadej Pogačar      | Slovénie           | UAE Team Emirates     | + 18 s             |
| 7e                 | David Gaudu        | France             | Groupama-FDJ          | + 18 s             |
| 8e                 | Sergio Higuita     | Colombie           | EF Education-Nippo    | + 18 s             |
| 9e                 | Bauke Mollema      | Pays-Bas           | Trek-Segafredo        | + 18 s             |
| 10e                | Geraint Thomas     | Royaume-Uni        | Ineos Grenadiers      | + 18 s             |
| modifier           |                    |                    |                       |                    |

| Classement par points | Classement par points | Classement par points | Classement par points | Classement par points |
| --------------------- | --------------------- | --------------------- | --------------------- | --------------------- |
|                       | Coureur               | Pays                  | Équipe                | Point(s)              |
| 1er                   | Julian Alaphilippe    | France                | Deceuninck-Quick Step | 50 points             |
| 2e                    | Michael Matthews      | Australie             | Team BikeExchange     | 43 pts                |
| 3e                    | Ide Schelling         | Pays-Bas              | Bora-Hansgrohe        | 20 pts                |
| 4e                    | Primož Roglič         | Slovénie              | Jumbo-Visma           | 20 pts                |
| 5e                    | Jack Haig             | Australie             | Bahrain Victorious    | 18 pts                |
| 6e                    | Caleb Ewan            | Australie             | Lotto-Soudal          | 17 pts                |
| 7e                    | Wilco Kelderman       | Pays-Bas              | Bora-Hansgrohe        | 16 pts                |
| 8e                    | Peter Sagan           | Slovaquie             | Bora-Hansgrohe        | 15 pts                |
| 9e                    | Tadej Pogačar         | Slovénie              | UAE Team Emirates     | 14 pts                |
| 10e                   | David Gaudu           | France                | Groupama-FDJ          | 12 pts                |
| modifier              |                       |                       |                       |                       |

| Classement du meilleur grimpeur | Classement du meilleur grimpeur | Classement du meilleur grimpeur | Classement du meilleur grimpeur    | Classement du meilleur grimpeur |
| ------------------------------- | ------------------------------- | ------------------------------- | ---------------------------------- | ------------------------------- |
|                                 | Coureur                         | Pays                            | Équipe                             | Point(s)                        |
| 1er                             | Ide Schelling                   | Pays-Bas                        | Bora-Hansgrohe                     | 3 points                        |
| 2e                              | Julian Alaphilippe              | France                          | Deceuninck-Quick Step              | 2 pts                           |
| 3e                              | Anthony Perez                   | France                          | Cofidis                            | 2 pts                           |
| 4e                              | Victor Campenaerts              | Belgique                        | Qhubeka NextHash                   | 1 pt                            |
| 5e                              | Danny van Poppel                | Pays-Bas                        | Intermarché-Wanty-Gobert Matériaux | 1 pt                            |
| 6e                              | Michael Matthews                | Australie                       | Team BikeExchange                  | 1 pt                            |
| modifier                        |                                 |                                 |                                    |                                 |

| Classement général du meilleur jeune | Classement général du meilleur jeune | Classement général du meilleur jeune | Classement général du meilleur jeune | Classement général du meilleur jeune |
|                                      | Coureur                              | Pays                                 | Équipe                               | Temps                                |
| ------------------------------------ | ------------------------------------ | ------------------------------------ | ------------------------------------ | ------------------------------------ |
| 1er                                  | Tadej Pogačar                        | Slovénie                             | UAE Team Emirates                    | en 4 h 39 min 13 s                   |
| 2e                                   | David Gaudu                          | France                               | Groupama-FDJ                         | + 0 s                                |
| 3e                                   | Sergio Higuita                       | Colombie                             | EF Education-Nippo                   | + 0 s                                |
| 4e                                   | Jonas Vingegaard                     | Danemark                             | Jumbo-Visma                          | + 0 s                                |
| 5e                                   | Lucas Hamilton                       | Australie                            | Team BikeExchange                    | + 30 s                               |
| 6e                                   | Brent Van Moer                       | Belgique                             | Lotto-Soudal                         | + 38 s                               |
| 7e                                   | Mark Donovan                         | Royaume-Uni                          | Team DSM                             | + 1 min 41 s                         |
| 8e                                   | Joris Nieuwenhuis                    | Pays-Bas                             | Team DSM                             | + 1 min 41 s                         |
| 9e                                   | Stefan Bissegger                     | Suisse                               | EF Education-Nippo                   | + 1 min 41 s                         |
| 10e                                  | Nils Eekhoff                         | Pays-Bas                             | Team DSM                             | + 1 min 49 s                         |
| modifier                             |                                      |                                      |                                      |                                      |

| Classement par équipes | Classement par équipes | Classement par équipes | Classement par équipes |
|                        | Équipe                 | Pays                   | Temps                  |
| ---------------------- | ---------------------- | ---------------------- | ---------------------- |
| 1re                    | Jumbo-Visma            | Pays-Bas               | en 13 h 57 min 44 s    |
| 2e                     | Astana-Premier Tech    | Kazakhstan             | + 0 s                  |
| 3e                     | Team BikeExchange      | Australie              | + 25 s                 |
| 4e                     | Trek-Segafredo         | États-Unis             | + 38 s                 |
| 5e                     | Bahrain Victorious     | Bahreïn                | + 41 s                 |
| 6e                     | Deceuninck-Quick Step  | Belgique               | + 1 min 28 s           |
| 7e                     | EF Education-Nippo     | États-Unis             | + 1 min 36 s           |
| 8e                     | Ineos Grenadiers       | Royaume-Uni            | + 2 min 8 s            |
| 9e                     | Movistar               | Espagne                | + 3 min 17 s           |
| 10e                    | Team DSM               | Allemagne              | + 3 min 25 s           |
| modifier               |                        |                        |                        |

## Abandons
- Jasha Sütterlin (Team DSM) : abandon sur chute[6],[7]
- Ignatas Konovalovas (Groupama-FDJ) : abandon sur chute[6],[7]
- Cyril Lemoine (B&B Hotels p/b KTM) : abandon sur chute[6],[7]